# Derywat (językoznawstwo)
Derywat, także: formacja słowotwórcza, wyraz pochodny, motywowany lub fundowany – podzielna jednostka słowotwórcza, pochodna formalnie i semantycznie od jakiegoś leksemu (podstawy słowotwórczej).

## Budowa derywatów
Derywaty są zawsze konstrukcjami dwuczłonowymi: składają się z tematu słowotwórczego (części podstawy obecnej w wyrazie pochodnym słowotwórczo) oraz formantu (znaku formalnego przekształcenia wyrazu podstawowego w derywat). 

## Rodzaje derywatów

### Odpowiednie do typu derywacji
Wyodrębnia się rodzaje derywatów odpowiednie do typu derywacji, w wyniku której powstały (z uwagi na funkcje formantów):
1. afiksalne (pisarz, dojechać, przykrótki, gazomierz),
2. paradygmatyczne (dźwig, obstawa),
3. syntaktyczne (uczony),
4. wsteczne (potańcówka – potańc, gramatyka – grama),
5. alternacyjne (córka – córcia),
6. prozodyczne (wiarygodny).

### Na podstawie przynależności do kategorii onomazjologicznej
W przypadku formacji rzeczownikowych można także wydzielić derywaty na podstawie przynależności do kategorii onomazjologicznej (klasę wyrazów o takiej samej wartości kategorialnej, czyli znaczeniu kategorialnym, na które składa się znaczenie formantu i uogólnione znaczenie podstawy). Zgodnie z tym kryterium wymienia się:
1. derywaty tautologiczne (w których formant pełni tylko funkcję strukturalną, w rezultacie czego nie ma różnicy znaczeniowej między derywatem i jego podstawą, np. strona – stron-ica);
2. derywaty transpozycyjne (w których formant ma funkcję gramatyczną, ale nie semantyczną)
  - nazwy czynności (bieganie),
  - nazwy cech abstrakcyjnych (biel, perfekcyjność);
3. derywaty leksykalne o semantycznej funkcji formantu
  1. mutacyjne
    - nazwy wykonawców czynności (odczasownikowe i odrzeczownikowe: biegacz, rybak),
    - nazwy obiektów i wytworów czynności (wstawka, pismo),
    - nazwy mieszkańców (londyńczyk, Polak),
    - nazwy nosicieli cech (głupiec, wesołek),
    - nazwy narzędzi (liczydło, zmywarka),
    - nazwy miejsc (jadalnia, lodowisko),
    - nazwy zbiorów (ptactwo, chuliganeria),
    - nazwy pokrewieństwa (stolarzówna, profesorowa);

  2. modyfikacyjne
    - nazwy deminutywne (zdrobniałe: kotek) i hipokorystyczne (pieszczotliwe: kawusia),
    - nazwy augmentatywne (zgrubienia: chłopisko),
    - nazwy feminatywne (lekarka).